# بانی آستین
بانی آستین (انگلیسی: Bunny Austin؛ زاده ۲۰ اوت ۱۹۰۶ درگذشته ۲۰ اوت ۲۰۰۰) یک تنیس‌باز اهل بریتانیا بود.